# IPhoneを探す
iPhoneを探す（アイフォーンをさがす、英: Find My iPhone）とはAppleが提供している、iOSデバイスやMacの位置を検出して表示するアプリケーションとサービスである。このサービスはiOS 5とOS X 10.7.2 Lion以降のiCloudで使用出来る。ただし、最初からOSにバンドルされているわけではなくiOS 5.0以降で動作しているiOSデバイスでApp Storeから無料でダウンロードできる。2019年のWWDCで「友達を探す」と統合され「探す」となり本アプリはサポートを終了した。

## 歴史
iPhoneを探すはMobileMeユーザー向けとして2010年6月に初めてリリースされた。iOS 4.2がリリースされた同年11月にいくつかのデバイス向けに無料で配布されるようになった。iCloudがリリースされた2011年10月、iCloudユーザーも利用が可能になった。またMacでもOS X 10.7.2 Lion以降でiCloudを使うことで利用可能になった。2019年にサポート終了。

### バージョン史
| バージョン番号 | リリース日     | 変更点 |
| -------------- | -------------- | --- |
| 1.0            | 2010年6月15日  | - 最初のリリース |
| 1.0.1          | 2010年9月7日   | - 第4世代iPod touchに対応 - トランスレーションとバグ修正 |
| 1.1            | 2010年11月22日 | - iOS 4.2が動作するデバイスに対応し無料化 - 対応する言語を追加                                                                                              |
| 1.2            | 2011年6月6日   | - ユーザーが場所を追跡する時に端末がオフラインの場合、オンラインになって位置が検出された時に、電子メールを送信。 - オフラインになっている端末を削除する機能 |
| 1.2.1          | 2011年8月8日   | - 安定性の改善 |
| 1.3            | 2011年10月12日 | - iCloudに対応 - 「Macを探す」を追加 - 端末の位置が検出されたときにオフラインだった場合に電子メールをリクエストする機能                                     |
| 1.4            | 2012年3月7日   | - iPad (第3世代)に対応 - バグ修正と安定性の改善 |
| 2.0            | 2012年9月19日  | - iOS 6以降で紛失モード搭載 - バッテリー状態の表示 - iOS 6以降でForever login機能搭載                                                                       |

## 機能
iPhoneを探すはiOSアプリケーションかコンピュータのicloud.comでiOS端末の位置を検出できる。位置検出に加えて以下3つの重要な機能がある。
- 音を鳴らす – ミュートに設定していても音を鳴らせる。この機能は端末をアクシデントで無くしたときに使用出来る。
- 紛失モード – 端末を無くしたり盗難に遭った時、パスコードの入力でロックできる。もし見つけてくれた人がいた場合端末で直接電話できる[注 2]。
- iPhoneを削除 – 設定や入ってるコンテンツを完全に削除できる。もし端末に見られたくない情報がある場合に有効だが、削除後は位置が検出されなくなる。

iOS 6へのアップデートでバッテリーの状態をチェックできるようになった。